# Enzo Sciacca
Enzo Sciacca (Acireale, 7 gennaio 1934 – Catania, 29 gennaio 2006) è stato uno storico italiano, studioso del pensiero politico.

## Biografia
Nato da una famiglia di giuristi, allievo di Vittorio Frosini e Orazio Condorelli presso la Facoltà di Giurisprudenza e presso quella di Scienze Politiche, alla cui fondazione significativamente contribuisce, nell'Università degli studi di Catania Sciacca percorre tutte le tappe della carriera universitaria, diventando professore ordinario di Storia delle dottrine politiche.
Nell'ateneo catanese, dopo aver diretto l'Istituto di Scienze sociali, si adopera in maniera decisiva per l'istituzione del Dipartimento di Studi politici, che dirige dal 1986 al 1991; nel 1994 è eletto Preside della Facoltà di Scienze politiche, carica che gli viene confermata per tre mandati consecutivi, sino al 2003.
Intensa l'attività di ricerca scientifica e didattica all'estero. Innanzitutto alla Sorbona di Parigi, dove sin dagli anni sessanta, nell'arco di almeno un trentennio, Sciacca tiene numerosi corsi di Storia del pensiero politico italiano; attività di ricerca scientifica e didattica  anche in Spagna, Regno Unito, Paesi Bassi, Germania, Svizzera.
Membro di diverse associazioni accademiche e scientifiche, tra cui la Internationale Vereinigung für Rechts- und Sozialphilosophie (IVR), la Société pour l'Histoire des Révolutions du XIXe Siècle, la International Commission for the History of Representative & Parliamentary Institutions (ICHRPI), l’Accademia di scienze, lettere e belle arti degli Zelanti e dei Dafnici, l’Associazione Italiana degli Storici del Pensiero Politico.

Gli interessi scientifici principali di Sciacca sono stati il costituzionalismo moderno, l'ermeneutica della democrazia, il machiavellismo, le teorie della sovranità. Alle teorie della sovranità nel pensiero politico e giuridico del Cinquecento francese, Sciacca ha dedicato una trilogia: 
()

## Opere principali
- Riflessi del costituzionalismo europeo in Sicilia (1812-15), Bonanno, Catania 1966.
- La filosofia politica siciliana tra Illuminismo e Romanticismo, Giannotta, Catania 1971.
- Le radici teoriche dell'assolutismo nel pensiero politico francese del primo Cinquecento (1498-1519), Giuffrè, Milano 1975.
- Interpretazione della democrazia, Giuffrè, Milano 1988.
- Interpretación de la democracia, Editoriales de derecho reunidas, Editoriales de la Universidad Complutense, Madrid 1994.
- Il problema storico del pensiero politico moderno. La genesi della modernità, Arnaldo Lombardi, Palermo 2000.
- Principati e repubbliche. Machiavelli, le forme politiche e il pensiero francese del Cinquecento, Centro Editoriale Toscano, Firenze 2005.
- Umanesimo e scienza politica nella Francia del XVI secolo. Loys Le Roy, Olschki, Firenze 2007.

## Curatele
- Michele Palmeri di Micciché, Costumi della corte e del popolo delle Due Sicilie, Longanesi, Milano 1969.
- Bertrand De Jouvenel, La sovranità, Giuffrè, Milano 1971.
- Nicolò Palmieri, Saggio storico e politico sulla Costituzione del Regno di Sicilia, Edizioni della Regione Siciliana, Palermo 1972.
- Vincenzo Gagliani, Discorsi sopra lo studio del dritto pubblico di Sicilia, Accademia degli Zelanti e dei Dafnici, Acireale 1975.
- Fernand Pelloutier, Lo sciopero generale e l'organizzazione del proletariato, Pellicanolibri, Catania 1977.
- Vittorio Frosini, Il “Mondo” e l'eredità del Risorgimento, Bonanno, Catania 1987.
- Il mito della Rivoluzione francese e la Sinistra italiana, Franco Angeli, Milano 1991.
- L'Europa e le sue regioni, Arnaldo Lombardi, Palermo 1993.
- Pierre-Joseph Proudhon, Per il socialismo, Cuecm, Catania 1994.

## Scritti in memoria
- Studi in memoria di Enzo Sciacca, Giuffrè, Milano 2008 (in due volumi: I, Sovranità, democrazia, costituzionalismo, a cura di F. Biondi Nalis, pp. X-509, ISBN 8814140995;  II, Liber Amicorum, a cura di F. Sciacca, pp. XIII-549, ISBN 8814141002).